# Thayatal Straße
Die Thayatal Straße (B 30) ist eine Landesstraße in Österreich. Sie verläuft auf einer Länge von 113,4 km in Niederösterreich entlang der Staatsgrenze nach Tschechien. Die Straße beginnt in Guntersdorf im Weinviertel und führt über Retz zum namensgebenden Nationalpark Thayatal. Von hier aus führt sie nach Drosendorf, wo sie die Thaya erreicht. Dieser und ab Raabs an der Thaya ihrem Quellfluss Deutsche Thaya folgt sie bis Dobersberg. Weiters führt sie über Heidenreichstein nach Schrems, wo sie im Waldviertel endet.

## Geschichte
Die Guntersdorf-Retzer Straße und die Horn-Drosendorfer Straße gehören zu den Straßen in Niederösterreich, die durch das Bundesgesetz vom 2. Juni 1954 zu Bundesstraßen erklärt wurden. Im Bundeshaushalt 1954 wurden 15.000.000 Schilling für den Ausbau dieser Straßen bereitgestellt.
Die Thayatal Straße gehört seit dem 1. April 1959 zum Netz der Bundesstraßen in Österreich und führte ursprünglich nur von Drosendorf bis Schrems.
Die Geras-Retzer Straße gehört seit dem 1. April 1959 ebenfalls zum Netz der Bundesstraßen in Österreich.

## Verlauf
Die Thaytal Straße beginnt bei Guntersdorf als eine der beiden Auffingerungen der Weinviertler Schnellstraße: An einem Oberlauf des Göllersbaches strebt einerseits die Weinviertler Straße nordwärts Richtung Staatsgrenze bei Kleinhaugsdorf und weiter nach Znaim in Mähren; die Thayatal Straße schlägt die nordwestliche Richtung ein und gelangt über das Pulkautal (bei Zellerndorf) nach Retz. Von dort aus wird der Anstieg auf die Hochfläche des Waldviertels parallel zur Lokalbahn Retz–Drosendorf in Angriff genommen und weitgehend parallel zur Eisenbahn  – ausgenommen die nördliche Abweichung über Riegersburg der Straße – nach Drosendorf im Thayatal gelangt. Dem Thayaverlauf wird dann  – grob – nordwestwärts bis Dobersberg gefolgt, wobei nach einer kurzen Passage flussaufwärts hinter Drosendorf nördlich des eigentlichen Flusstales nach Raabs an der Thaya übergesetzt wird. Abermals nicht direkt an der Thaya, sondern nördlich davon, geht es von Raabs aus nach Karlstein, südlich des mäandrierenden Flusses dann auf der Hochfläche nach Dobersberg, wo die gleichnamige Straße das Thayatal endgültig verlässt. Über Kautzen wird hernach südwestwärts Richtung Heidenreichstein und schließlich Schrems mit der Waldviertler Straße sowie der Gmünder Straße erreicht.